# Драгоновский, Йозеф

Портрет Йозефа Драгоновского

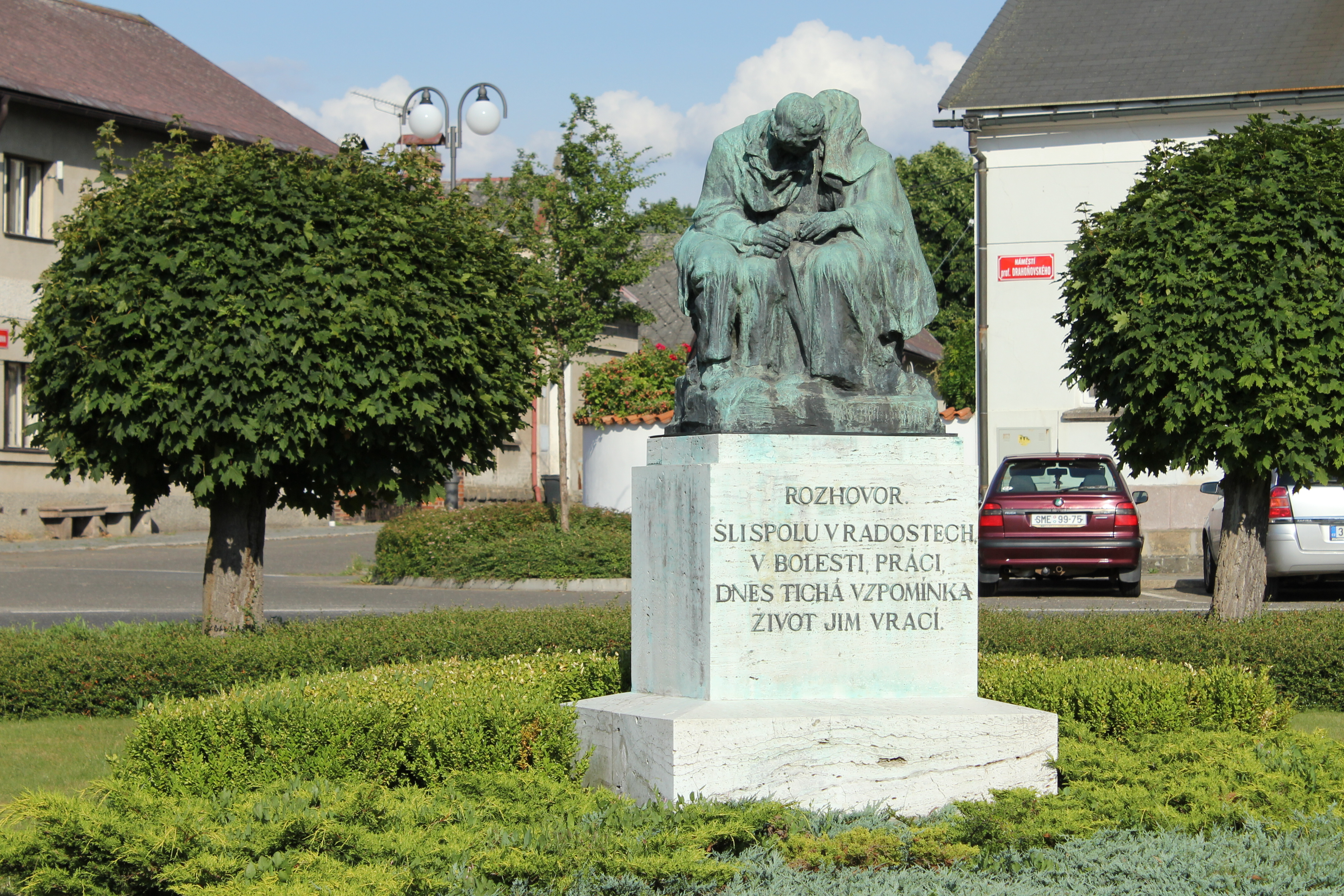
Памятник в Ровенско-под-Тросками

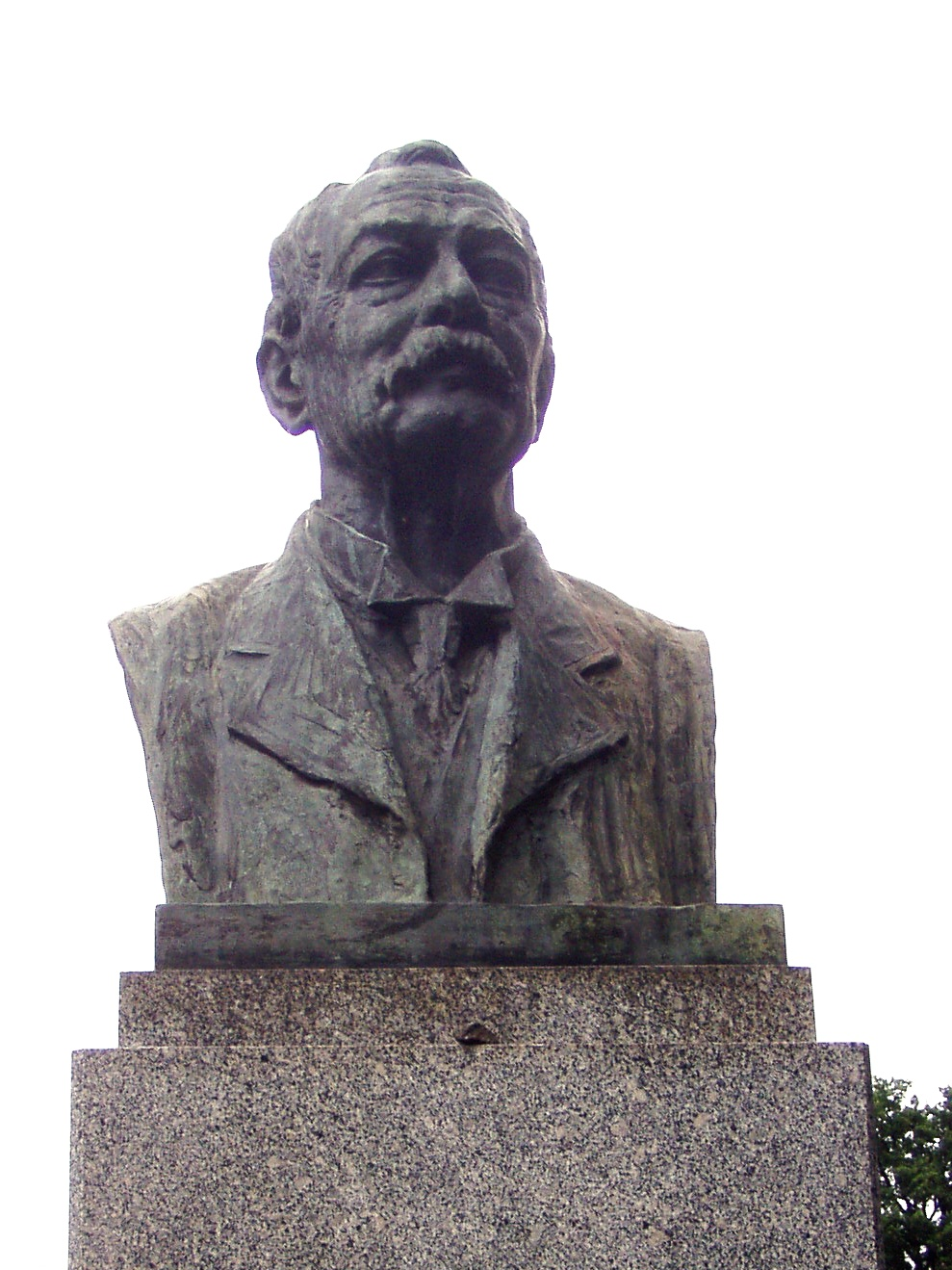
Бюст Йозефа Пекаржа в Турново

Йозеф Драгоновский (чеш. Josef Drahoňovský; 27 марта 1877, Волавец Австро-Венгрия (ныне Либерецкий край, Чехия) — 20 июля 1938, Прага, Чехословакия) — чешский скульптор, живописец, глиптик, профессор Академии художеств, архитектуры и дизайна в Праге.

## Биография
Родился в крестьянской семье. Обладая талантом, в 13-летнем возрасте был принят на учёбу в имперскую профессиональную школу резчиков, гравировальщиков и огранщиков драгоценных камней в Турново. В 1891 году участвовал в Большой юбилейной выставке в Праге, которую посетил император и наградил одарённого студента 50 золотыми монетами. В 17 лет он уже был настоящим мастером скульптуры, автором многих резных изображений животных.
После окончания учёбы, отправился в Вену, работал гравёром. В столице познакомился с прекрасными памятниками и произведениями.
Вернувшись на родину, открыл собственную скульптурную мастерскую. Работал над украшением нового здания Торгово-промышленной палаты в Праге, Музея искусств и ремёсел в г. Пльзень, пражского парка Ригер и многих других зданий.
В 1911 году стал преподавателем в Академии прикладных искусств в Праге. Среди его известных учеников — Карла Вобишова-Жакова и О. Гутфрёйнд.
Похоронен на Вышеградском кладбище в Праге.

## Творчество
Всемирно известен своими работами по хрусталю и стеклу, рядом памятников и скульптур.
В 1924 году югославская королевская семья получила в подарок от правительства Чехословакии его большую коллекцию хрустальных женских фигур, одетых в национальные уборы. В 1927 году он закончил серию гравированных ваз и медальонов, которая пополнила коллекцию Музея прикладного искусства в г. Градец-Кралове. Создал большую вазу «Винтаж» для основателя французского кооперативного движения Шарля Жида. Коллекция его драгоценных камней находится в выставочных залах знаменитого Кабинета медалей в Париже.
Работы Йозеф Драгоновского находились в коллекциях многих бывших европейских королей и римских пап и ныне демонстрируются в музеях Ватикана, нью-йоркского музея Museum Pierpont Morgan, музее в Севре, музеях Москвы и частных лиц.
Имя Й. Драгоновского было внесено в научную энциклопедию Отто (1888—1909).